# Kopis
Il Kopis (Lingua greca antica κοπίς, da κόπτω IPA/kopto/, "Io taglio") era una spada usata dalle popolazioni della Grecia antica con lama monofilare curva, dal dorso convesso e dal taglio concavo. L'arma si sviluppò probabilmente da un utensile atto alla macellazione della carne ed allo sgozzamento degli animali sacrificali.
La lunghezza complessiva del kopis era di circa tre piedi (simile cioè a quella della Spatha).